# Соломбалка (станция)
Соломбалка — железнодорожная станция Архангельского региона Северной железной дороги.
Находится в Северном округе Архангельска, на 11 км линии «Архангельск-Город — Соломбалка». Рядом находится поселок Повракульская, относящийся к Талажскому сельскому поселению.